# سنگ‌ماهی مرجانی
سنگ‌ماهی مرجانی (نام علمی: Synanceia verrucosa) نام یک گونه از سرده سنگ‌ماهی است.